# Micropholis
Micropholis är ett släkte av tvåhjärtbladiga växter. Micropholis ingår i familjen Sapotaceae.

## Bildgalleri

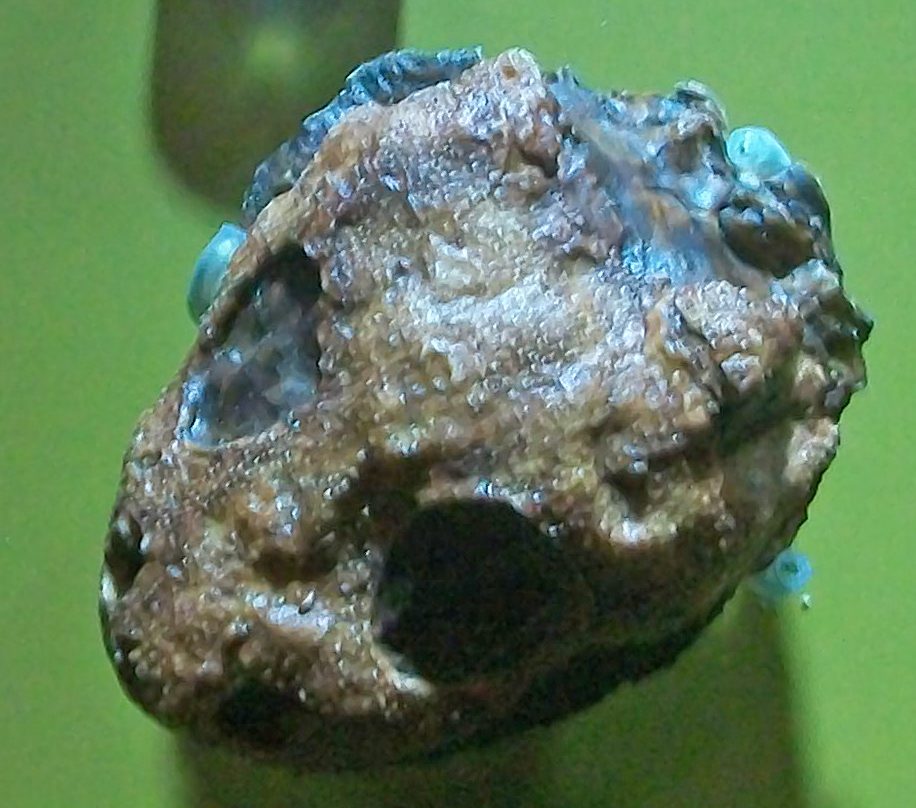
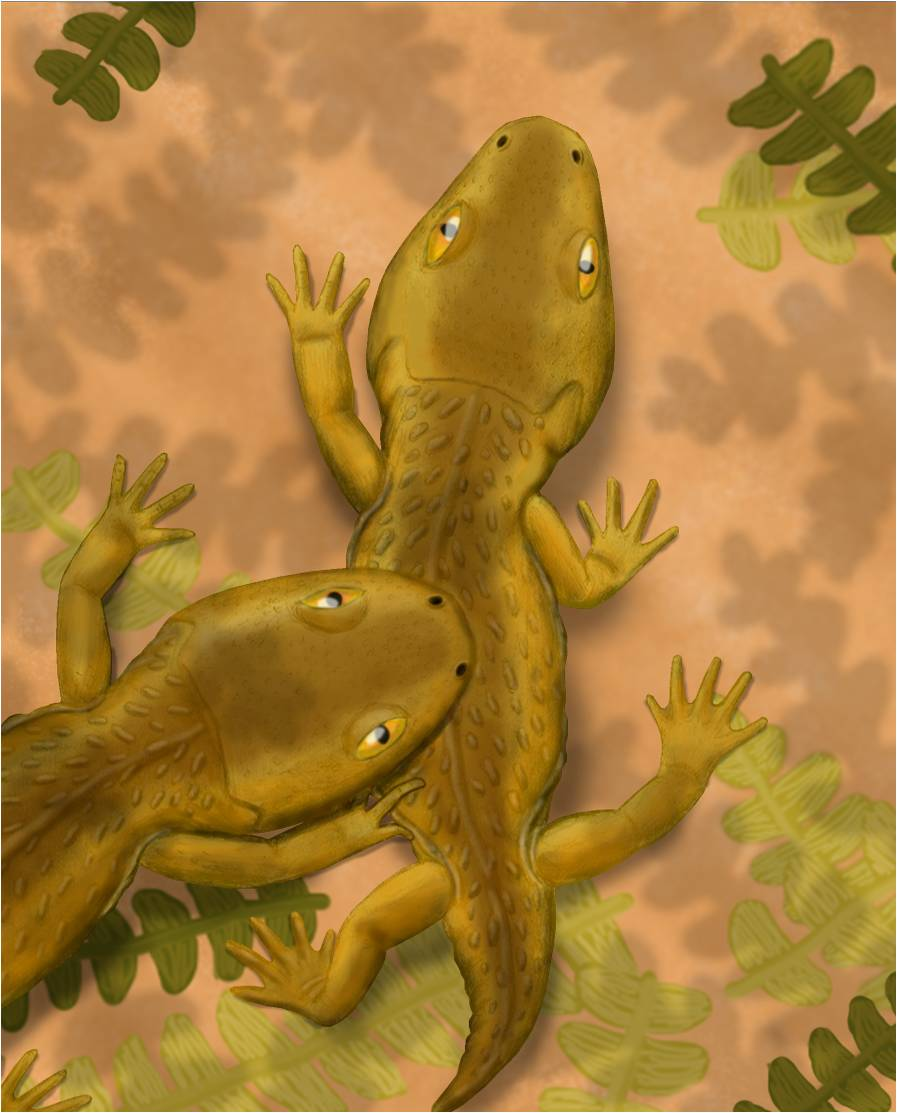

## Dottertaxa tillMicropholis, i alfabetisk ordning[1]
- Micropholis acutangula
- Micropholis brochidodroma
- Micropholis casiquiarensis
- Micropholis caudata
- Micropholis cayennensis
- Micropholis compta
- Micropholis crassipedicellata
- Micropholis crotonoides
- Micropholis cylindrocarpa
- Micropholis egensis
- Micropholis emarginata
- Micropholis garciniifolia
- Micropholis gardneriana
- Micropholis gnaphaloclados
- Micropholis grandiflora
- Micropholis guyanensis
- Micropholis humboldtiana
- Micropholis longipedicellata
- Micropholis macrophylla
- Micropholis madeirensis
- Micropholis maguirei
- Micropholis melinoniana
- Micropholis mensalis
- Micropholis obscura
- Micropholis polita
- Micropholis porphyrocarpa
- Micropholis resinifera
- Micropholis retusa
- Micropholis rugosa
- Micropholis sanctae-rosae
- Micropholis spectabilis
- Micropholis splendens
- Micropholis submarginalis
- Micropholis suborbicularis
- Micropholis trunciflora
- Micropholis venamoensis
- Micropholis venulosa
- Micropholis williamii